# Anodopetalum biglandulosum
Anodopetalum biglandulosum là một loài thực vật có hoa trong họ Cunoniaceae. Loài này được A.Cunn. ex Hook.f. mô tả khoa học đầu tiên năm 1856.